# درندل إفريقي
الدرندل الإفريقي هو لباس مكون من دمج درندل مع فستان، أصبح شائعاً في بافاريا ويرتدى في الغالب خلال مهرجان أكتوبر. تم ابتكار الفكرة من قبل الشقيقتين الكاميرونيتين «ماري درويش» و«رحمة ويتريش»، وهن المسؤولتين التنفيذيتين الرئيسيتين لشركة Noh Nee في موناكو في المناطق الناطقة بالألمانية في جبال الألب.